# Biserica Vieții Universale

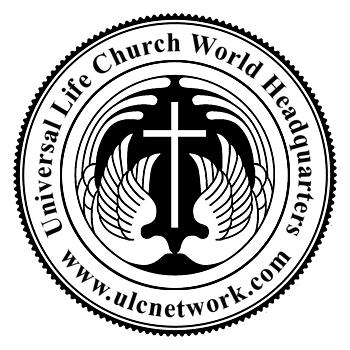
Logo-ul Bisericii Vieții Universale.

Biserica Universală a Vieții ( ULC ) este o organizație religioasă non-confesională fondată în 1962 de Kirby J. Hensley,   sub doctrina: „Faceți ceea ce este corect”. Biserica Vieții Universale pledează pentru libertatea religioasă, oferind hirotonirea legală pentru a deveni cleric cu o taxă mică și, în multe cazuri, gratuit, oricui dorește să se alăture. ULC a ordonat preoți dintr-o gamă largă de medii și credințe, inclusiv creștini, Wiccani și păgâni și oameni de multe alte credințe.  Popularitatea ULC provine, în parte, dintr-un interes din ce în ce mai mare pentru ca prietenii sau persoanele dragi să găzduiască nunți, o tendință care a atras o serie de celebrități care să fie ordonate, inclusiv Adele, Benedict Cumberbatch, Ian McKellen,  Conan O'Brien și Steven Tyler, printre alții.  Majoritatea jurisdicțiilor recunosc căsătoriile solemnizate de preoții ULC. 

## Istorie

### Fondarea și creșterea timpurie
Biserica Vieții Universale a fost fondată de Kirby J. Hensley, „un pastor baptist autoeducat, care a fost profund influențat de lectura sa în religia mondială”.  Savantul religios James R. Lewis a scris că Hensley "a început să conceapă o biserică care, pe de o parte, să ofere o libertate deplină a religiei și ar putea, pe de altă parte, să adune împreună toți oamenii din toate religiile, în loc să îi separe “.  În acest scop, el a căutat să înființeze „o nouă religie care să sublinieze ceea ce toate religiile au în comun”,  înființând această entitate în 1959 sub numele de „Biserica Vieții” din Modesto, California .   El a ținut mai întâi servicii în garajul său și a încorporat organizația în 1962.  
ULC a început să emită ordonanțe de comandă prin poștă la scurt timp după încorporare. Creșterea bisericii a fost afectată în parte de mișcările sociale; în timpul războiului din Vietnam, un zvon circulat pe scară largă a afirmat că ordonanța ar califica una pentru o scutire legală de proiect. Cererile de ordonare au crescut dramatic, dar zvonul s-a dovedit fals.  ULC și fondatorul acesteia, Hensley, au fost, de asemenea, prezentate în mai multe publicații în această perioadă, inclusiv Rolling Stone, care a sporit conștientizarea publicului cu privire la biserică.  La sfârșitul anilor 1960, Hensley „a devenit un erou popular în rândul tinerilor”, în special cu studenții de la colegiu, pe care i-ar fi ordonat în masă la evenimente vorbitoare.  El a oferit un grad de Doctor of Divinity de la ULC pentru douăzeci de dolari, inclusiv „zece lecții gratuite care explică cum să înființeze o biserică”, până când statul California i-a ordonat să înceteze eliberarea de grade fără acreditare .  Până în 1974, biserica a hirotonit peste 1 milion de slujitori. Tot în 1974, un judecător federal a declarat că ULC a fost calificat pentru o scutire de impozit religios. 

### Extinderea ulterioară și divizarea
Biserica Vieții Universale a întâmpinat dificultăți, deoarece noile filiale ale ULC li s-au acordat charte și au început să se deplaseze în direcții diferite. Grupul Modesto s-a străduit să mențină controlul asupra acestor alte entități, afiliații ULC crescând în număr.  În prezent, există mai multe grupuri care operează sub numele ULC, majoritatea neafiliați în practică.  În această perioadă, IRS a devenit suspectă în privința eforturilor de evitare a impozitelor în cadrul bisericii, determinând în cele din urmă că Hensley, ULC Modesto și numeroase biserici afiliate, sub numele său, promovează scheme de evitare a impozitelor periodice cerute bisericii. Drept urmare, IRS a retras statutul de ULC Modesto scutit de taxe în 1984. În următorii 16 ani, Hensley și familia sa s-au luptat cu IRS în instanță pentru plata impozitelor contestate. În cele din urmă, problema a fost soluționată în anul 2000, când grupul Modesto a fost de acord să plătească 1,5 milioane de dolari.  
Până în 1999, ULC începuse să ofere hirotoniri online. Acoperirea de știri despre jurnaliștii și celebritățile care sunt hirotonite să îndeplinească nunți a contribuit la creșterea popularității hirotoniei online. Pe măsură ce mai mulți oameni au luat cunoștință de ofițerii non-tradiționali care prezidează ceremoniile de nuntă, membrii ULC au crescut. Între 1962 și 2008, ULC a emis peste 18 milioane de certificate de hirotonire în întreaga lume.   Un număr mare de oameni care doresc hirotonirea ULC fac acest lucru pentru a putea oficia legal la nunți  sau pentru a efectua alte rituri spirituale. Un articol din 2007 a menționat că „[un] atac de 70% dintre persoanele care sunt rânduite prin Biserica Vieții Universale o fac ... să oficieze la nunți”.  Conform unui sondaj intern din 2016 realizat de site-ul de nuntă The Knot și raportat de Baltimore Sun, a existat o creștere de 29% a numărului de prieteni sau membri ai familiei care acționează ca ofițer de nuntă din 2009, rezultând 43% din cuplurile din SUA în 2016 alegerea acestei opțiuni.  Un alt exemplu de ordonare a unei persoane prin ULC pentru a îndeplini un ritual religios este cel al unui nativ american din Cincinnati, care a avut nevoie de o astfel de afiliere pentru a efectua ceremonii smudging ca parte a ritualului de rugăciune pentru alți nativi americani din spitalele din zonă.  
După moartea lui Kirby Hensley, în 1999, o scindare organizațională a dus la crearea Mănăstirii ULC (ULCM; acum cu sediul în Seattle, sub denumirea Universal Life Church Ministries), care rămâne neafiliată cu grupul Modesto.  ULCM s-a despărțit oficial de ULC în 2006, în urma disputelor financiare, legale și filozofice între cele două organizații,  și a început să hirotonească miniștrii în mod independent.  

## Credințe și practici
Publicația Departamentului Armatei din Statele Unite ale Americii, Cerințe și practici religioase: un manual pentru capelanii, a rezumat doctrinele ULC după cum urmează: 
„Biserica Vieții Universale are o singură credință. Ei cred în ceea ce este corect și în dreptul oricărei persoane de a interpreta ceea ce este corect. Biserica vieții universale nu are o carte de crez sau autoritate, cum ar fi o Biblie. Cei care doresc să învețe despre Biserică pot obține viața sa universală periodică și alte materiale pe care le publică de la sediul său internațional. Nu există linii directoare etice specifice decât să facă „ceea ce este corect”. ... Biserica vieții universale este deschisă și acceptantă a oamenilor din toate religiile. Se opune doar acelor religii care încearcă să refuze libertatea religioasă. Orice ministru din ULC poate să-și organizeze noi membri. ... Biserica Vieții Universale nu are sărbători specifice, deși congregațiile locale sărbătoresc o mare varietate dintre ele. Există două adunări (convenții) în fiecare primăvară și toamnă, în care membrii și miniștrii se întâlnesc pentru sărbătoare și pentru desfășurarea afacerilor.”
 Potrivit lui Lewis, Hensley a crezut personal în reîncarnare, într-un Isus pur uman, și „în reunificarea tuturor religiilor și guvernelor sub stindardul vieții universale în jurul anului 2000”;  Cu toate acestea, niciuna dintre aceste credințe nu a fost doctrinară pentru ULC, ceea ce le-a permis membrilor să-și urmeze propriile doctrine. Manualul Armatei pentru capelani, de asemenea, constată că ULC „are o structură foarte liberă”, cei ordonați primind „un set de instrucțiuni despre cum să formezi o adunare”, dar altfel funcționează cu o autonomie completă. De asemenea, se menționează că cei hirotoniți „pot îndeplini oricare dintre funcțiile asociate în mod normal cu clerul, inclusiv desfășurarea nunților, înmormântări etc.”, și că „nu este necesară închinarea la război, dar congregațiile locale trebuie să țină întâlniri periodice ”.  Se observă că ULC nu are restricții medicale sau dietetice și nu necesită îngropări specifice.  În ceea ce privește serviciul militar, manualul notează că ULC nu menține nicio opoziție doctrinară față de serviciul militar, ci „respectă opinia individuală a membrilor săi”.  

## Statut juridic
Legitimitatea hirotonirii ULC a fost contestată în locurile legale, în primul rând cu privire la întrebarea dacă constituie o afiliere religioasă în scopuri fiscale și dacă certificatele de hirotonire permit legal destinatarilor să desfășoare nunți în diferite jurisdicții. Lewis observă că Serviciul de venituri interne a asumat, în general, o predispoziție negativă către ULC și a căutat să elimine statutul de scutire de taxe al organizației.  O serie de cazuri legale au abordat această întrebare, precum și întrebarea ce face referire hirotonirea, cu rezultate diferite. 

## Critică
ULC a fost criticat pentru deschiderea și ușurința sa în obținerea hirotonirii. În mod special, unii oameni, de obicei ca o glumă, depun cereri de hirotonire pentru animalele de companie.  ULC a încercat să reducă ordonarea animalelor de companie, dar dacă numele din cerere pare să fie legitim, cererea va fi probabil depusă. Site-ul ULC avertizează împotriva solicitărilor de ordonare frauduloase, inclusiv încercările de a ordona animale de companie: „Nimeni nu este respins din cauza numelui lor, dar trebuie să protejăm integritatea înregistrărilor împotriva celor care depun în mod fraudulos cereri de animale de companie, nume obscene etc. Solicitarea ordonanței în numele unei persoane sau a unui animal fictiv sau depunerea numelui unei persoane fără permisiunea sa este o fraudă și vă poate supune urmăririi penale! " În 2015, The New York Times a scris critic despre ULC că „pompează ordonanțele într-un ritm liniar de asamblare, aproape batjocorind un proces care necesită de obicei ani de studiu în seminar ”. 

## Vezi si
- Lista slujitorilor Bisericii Vieții Universale